# Osteoglossiformes
Ordre
Synonymes
- Osteoglossomorpha Greenwood, Rosen, Weitzman & Myers, 1966[1]

Les poissons ostéoglossiformes (latin « langues osseuses ») forment un ordre aux caractères relativement primitifs parmi les actinoptérygiens.

## Caractéristiques
Leur tube digestif passe à gauche de l'œsophage et de l'estomac (pour tous les autres poissons il passe à droite).
La laquaiche (famille des Hiodontidae) est souvent classifiée ici, mais peut aussi être placée dans un ordre séparé, les Hiodontiformes.

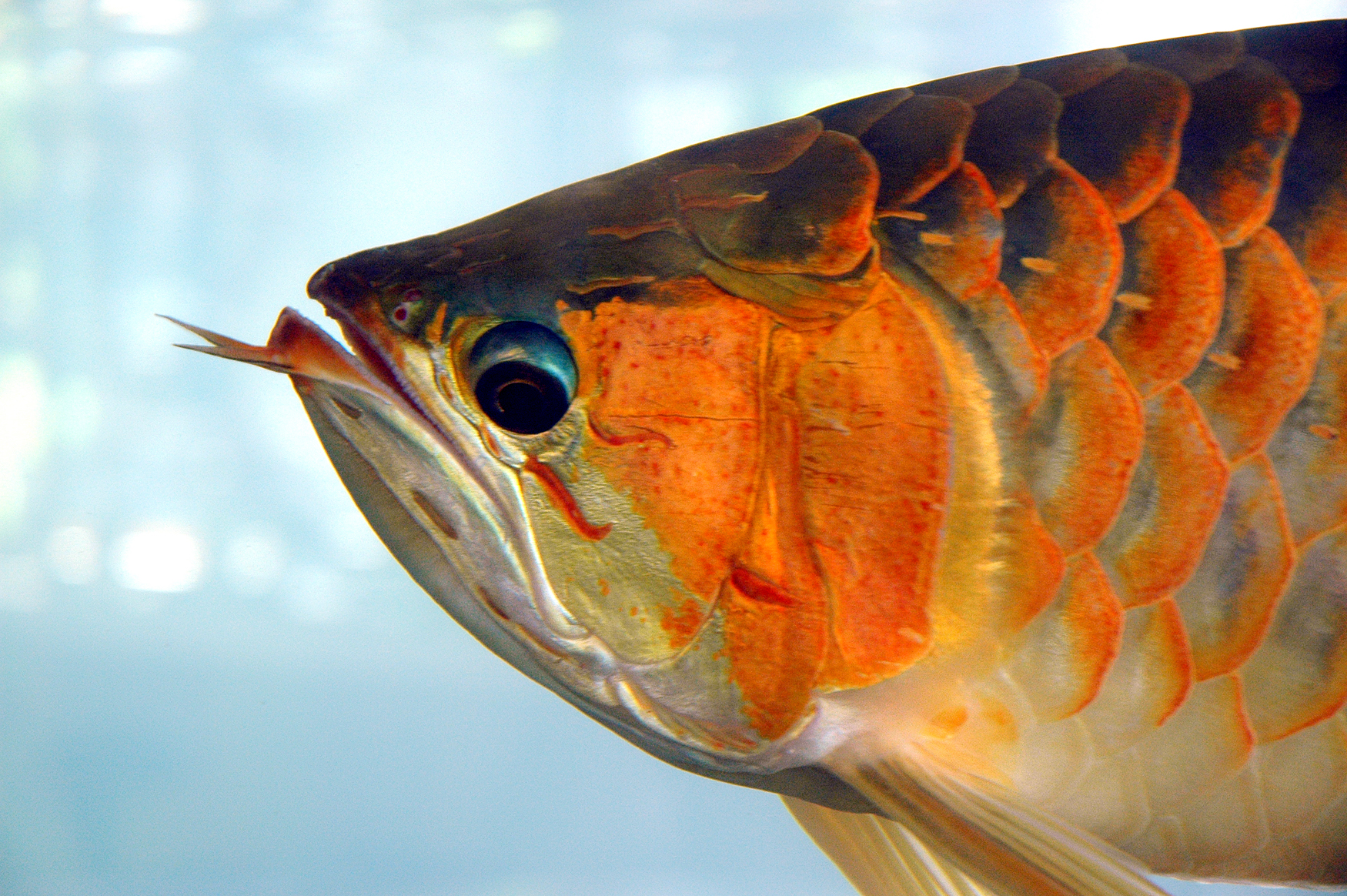
Profil de Scleropages legendrei

## Liste des familles
Selon World Register of Marine Species (3 mai 2016) :
- famille Arapaimidae Bonaparte, 1846
- famille Gymnarchidae Bleeker, 1859
- famille Hiodontidae Valenciennes, 1847
- famille Mormyridae Bonaparte, 1831
- famille Notopteridae Bleeker, 1851
- famille Osteoglossidae Bonaparte, 1845
- famille Pantodontidae Peters, 1876

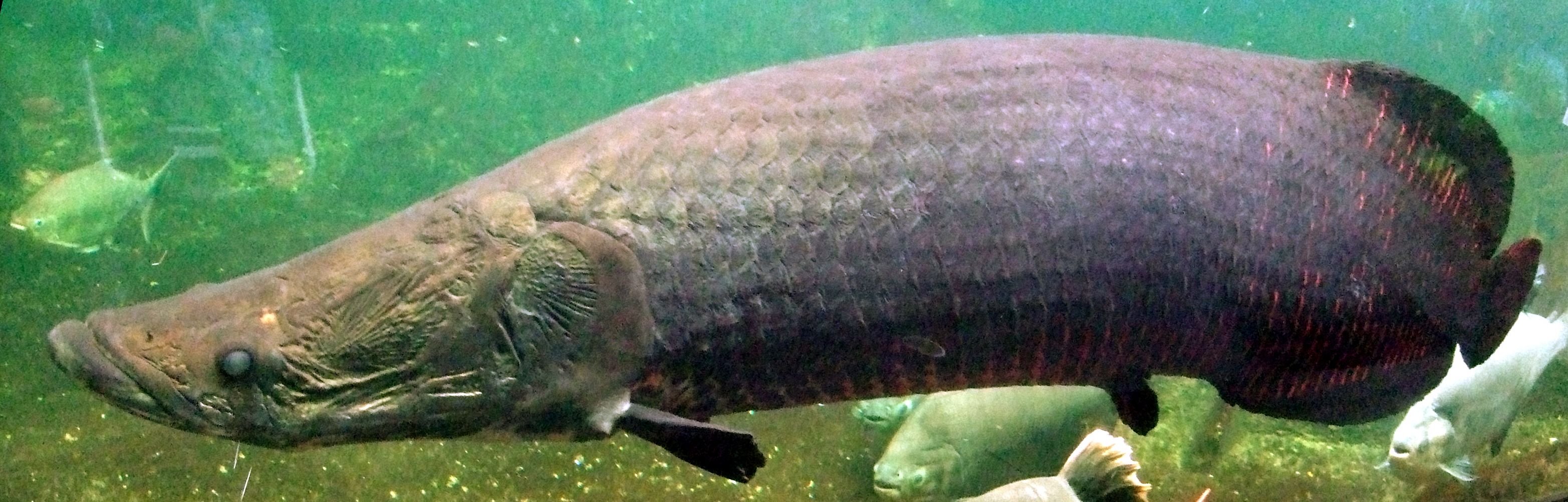
Arapaima gigas (Arapaimidae)
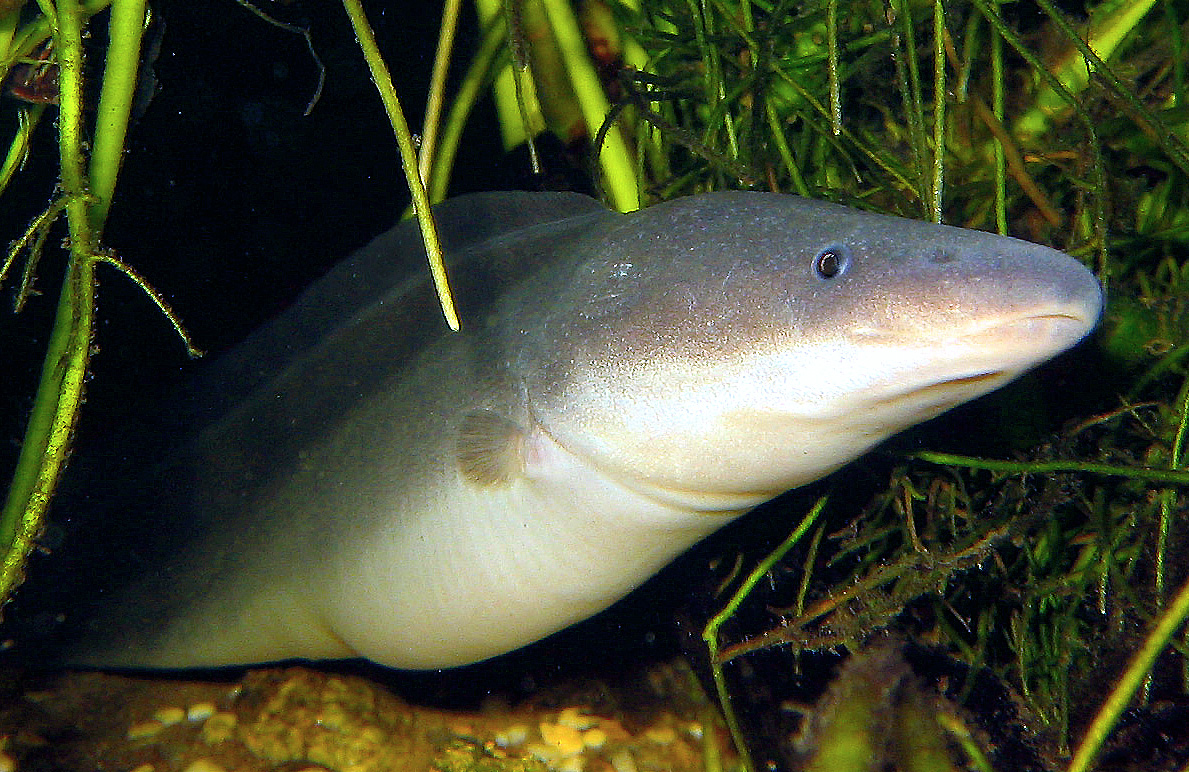
Gymnarchus niloticus (Gymnarchidae)
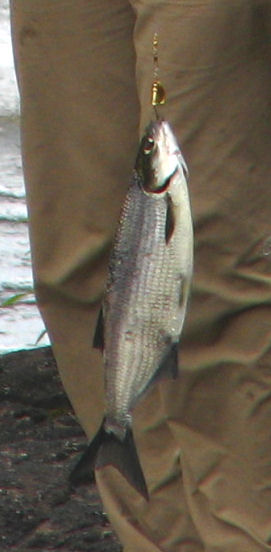
Hiodon alosoides (Hiodontidae)
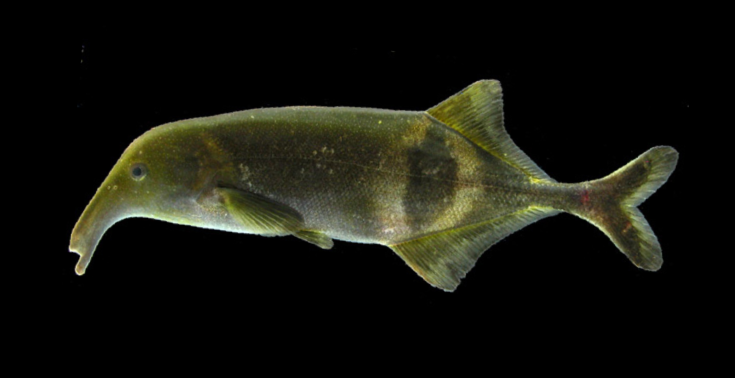
Campylomormyrus phantasticus (Mormyridae)
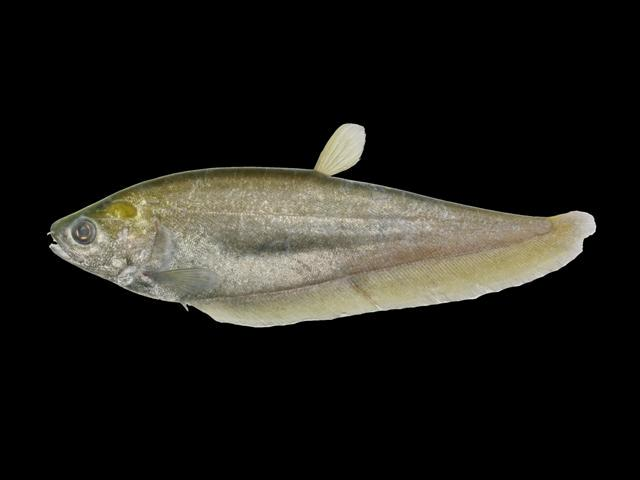
Notopterus notopterus (Notopteridae)
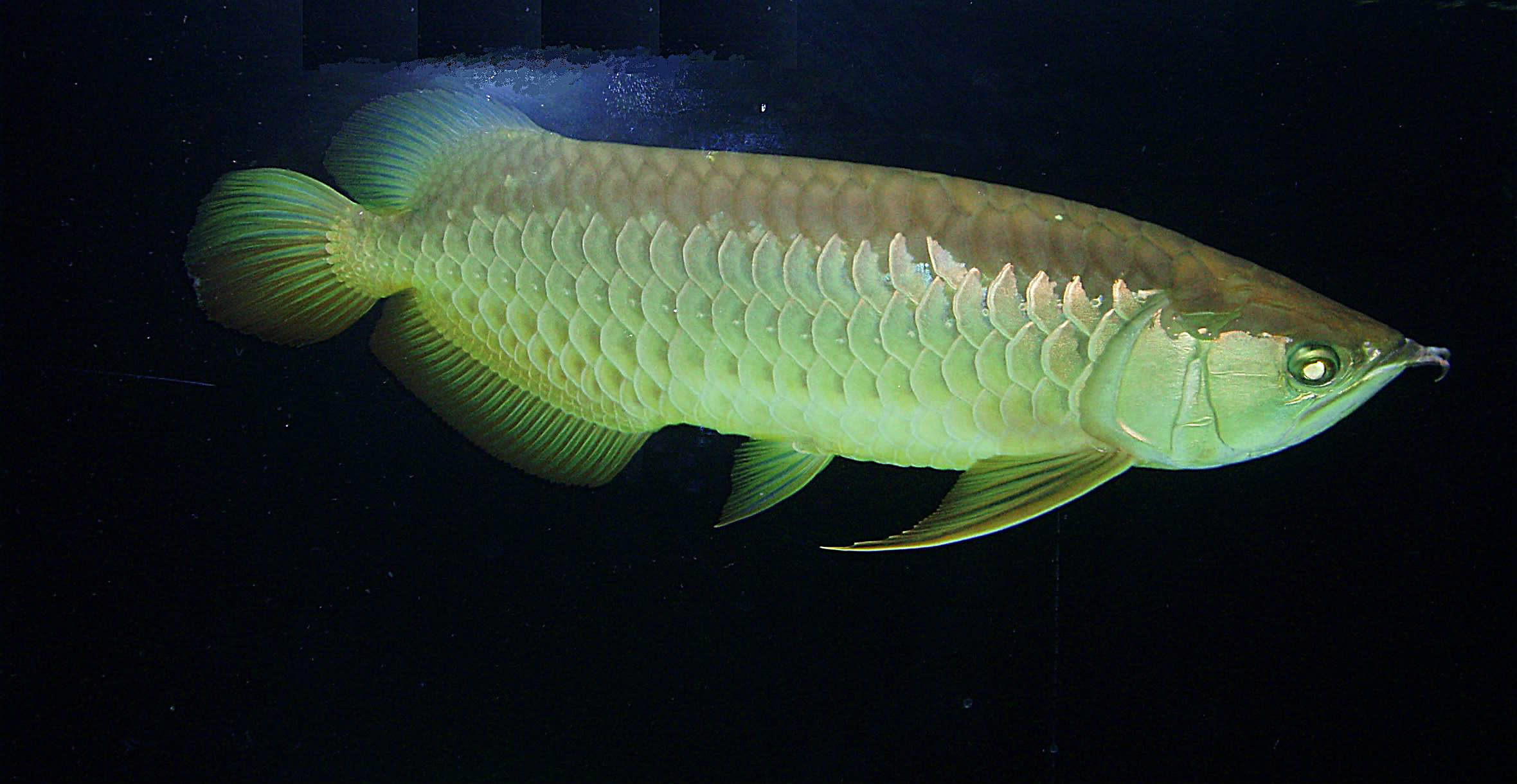
Scleropages formosus (Osteoglossidae)
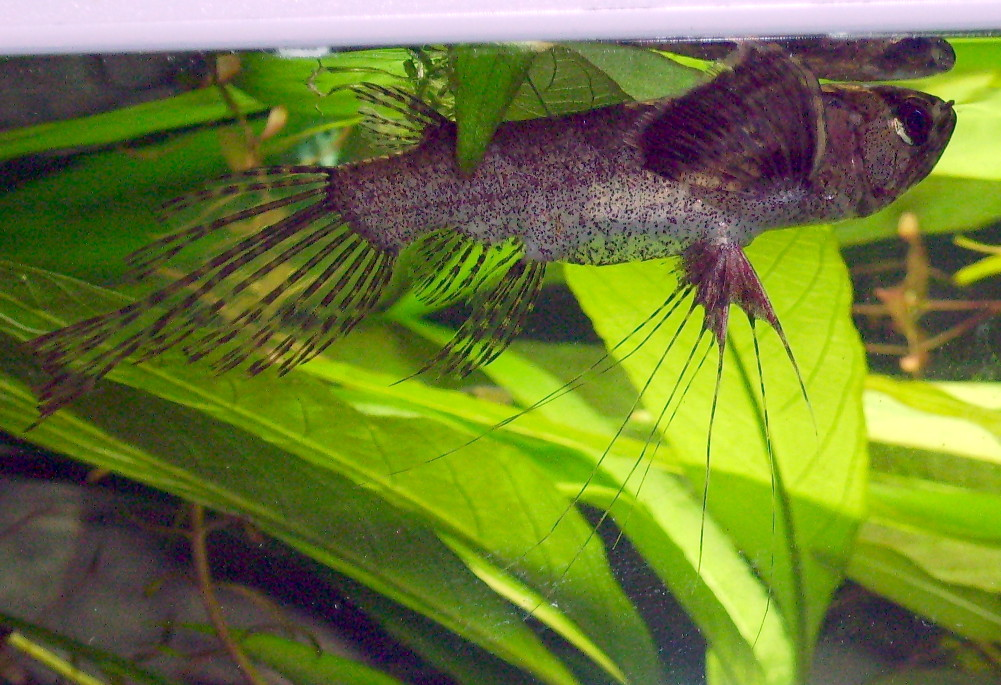
Pantodon buchholzi (Pantodontidae)
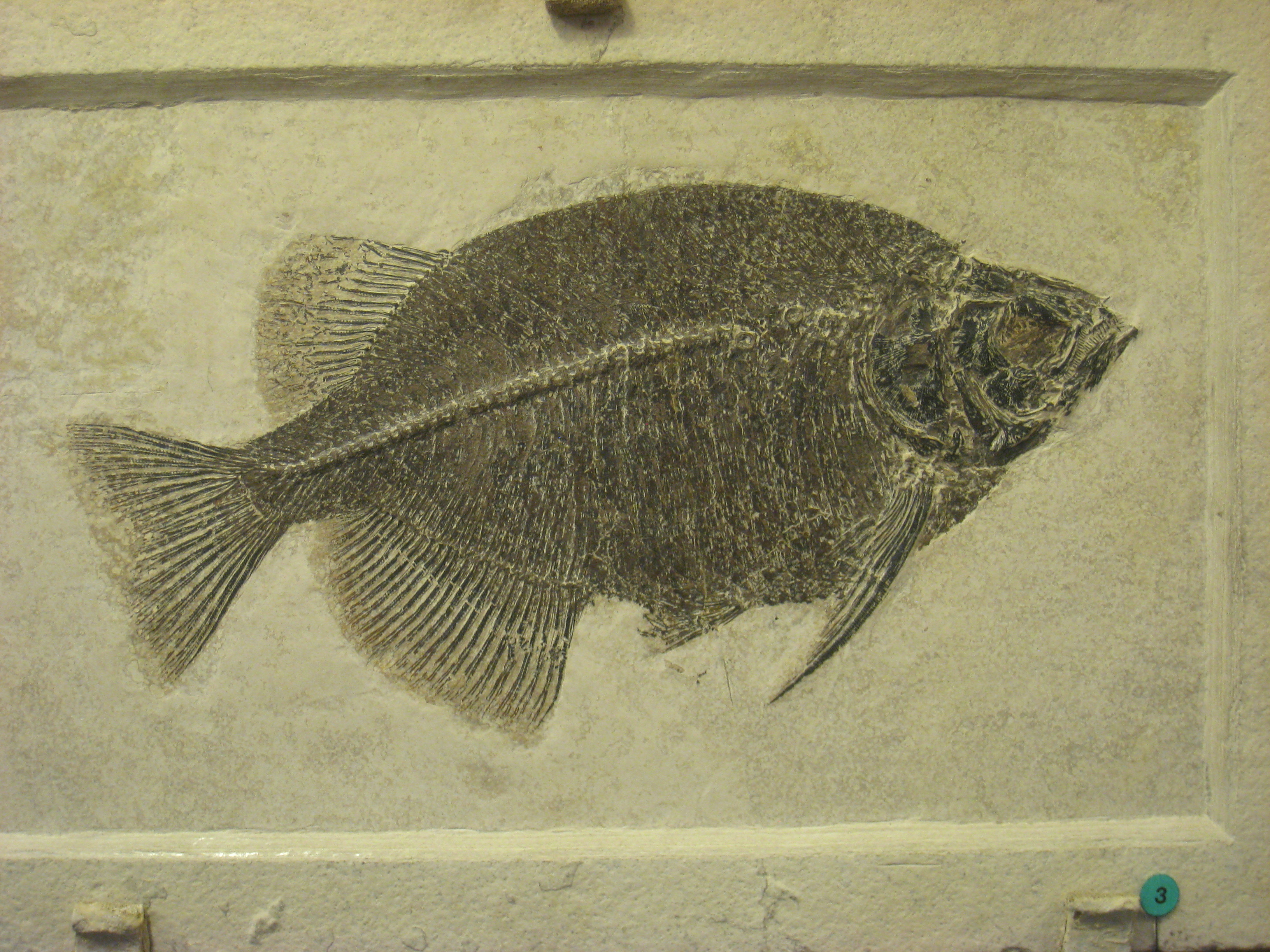
Fossile de Phareodus testis (Osteoglossidae)